# جام بیلی جین کینگ
جام بیلی‌ جین کینگ (به انگلیسی: Billie Jean King Cup) برترین رقابت بین‌المللی تیمی زنان در تنیس است که در سال ۱۹۶۳ به مناسبت پنجاهمین جشن سالگرد فدراسیون بین‌المللی تنیس (ITF) راه اندازی شد. این رقابت‌ها تا سال ۱۹۹۵ با عنوان جام فدراسیون شناخته می‌شد. نام آن در سال ۱۹۹۵ به جام فد تغییر کرد و دوباره در سبتامبر ۲۰۲۰ به افتخار بازیکن شماره یک سابق تنیس بانوان جهان بیلی جین کینگ تغییر نمود. جام بیلی جین کینگ بزرگترین رقابت سالانه بین‌المللی تیم‌های ورزشی زنان در جهان از نظر تعداد کشورهایی که به رقابت می‌پردازند است.
جام دیویس معادل جام بیلی جین کینگ برای مردان است. استرالیا، جمهوری چک و آمریکا تنها کشورهایی هستند که در آنها هر دو جام بیلی جین کینگ و جام دیویس هم‌زمان برگزار می‌شود.

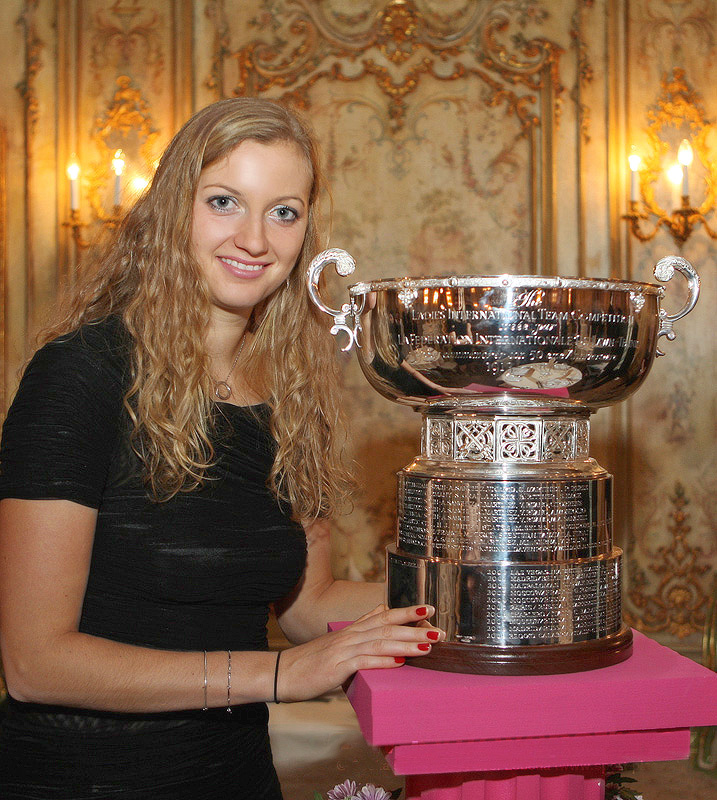
پترا کویتووا با جایزه برندگان جام فد، سال ۲۰۱۱ مسکو

## رکوردها و آمار

### عملکرد تیم‌ها
| کشور                       | سال‌های برد                                                                                                | نایب قهرمانی                                                          |
| -------------------------- | --- | --------------------------------------------------------------------- |
| ایالات متحده آمریکا        | ۱۹۶۳, ۱۹۶۶, ۱۹۶۷, ۱۹۶۹, ۱۹۷۶, ۱۹۷۷, ۱۹۷۸, ۱۹۷۹, ۱۹۸۰, ۱۹۸۱, ۱۹۸۲, ۱۹۸۶, ۱۹۸۹, ۱۹۹۰, ۱۹۹۶, ۱۹۹۹, ۲۰۰۰ (۱۷) | ۱۹۶۴, ۱۹۶۵, ۱۹۷۴, ۱۹۸۵, ۱۹۸۷, ۱۹۹۱, ۱۹۹۴, ۱۹۹۵, ۲۰۰۳, ۲۰۰۹, ۲۰۱۰ (11) |
| چکسلواکی                   | ۱۹۷۵, ۱۹۸۳, ۱۹۸۴, ۱۹۸۵, ۱۹۸۸, ۲۰۱۱, ۲۰۱۲, ۲۰۱۴, ۲۰۱۵, ۲۰۱۶ (۱۰)                                           | ۱۹۸۶ (1)                                                              |
| استرالیا                   | ۱۹۶۴, ۱۹۶۵, ۱۹۶۸, ۱۹۷۰, ۱۹۷۱, ۱۹۷۳, ۱۹۷۴ (۷)                                                              | ۱۹۶۳, ۱۹۶۹, ۱۹۷۵, ۱۹۷۶, ۱۹۷۷, ۱۹۷۸, ۱۹۷۹, ۱۹۸۰, ۱۹۸۴, ۱۹۹3 (10)       |
| اسپانیا                    | ۱۹۹۱, ۱۹۹۳, ۱۹۹۴, ۱۹۹۵, ۱۹۹۸ (۵)                                                                          | ۱۹۸۹, ۱۹۹۲, ۱۹۹۶, ۲۰۰۰, ۲۰۰۲, ۲۰۰8 (6)                                |
| اتحاد جماهیر شوروی · روسیه | ۲۰۰۴, ۲۰۰۵, ۲۰۰۷, ۲۰۰۸ (۴)                                                                                | ۱۹۸۸, ۱۹۹۰, ۱۹۹۹, ۲۰۰۱, ۲۰۱۱, ۲۰۱۳, ۲۰۱5 (7)                          |
| ایتالیا                    | ۲۰۰۶, ۲۰۰۹, ۲۰۱۰, ۲۰۱۳ (۴)                                                                                | ۲۰۰۷ (1)                                                              |
| آلمان غربی · آلمان         | ۱۹۸۷, ۱۹۹۲ (۲)                                                                                            | ۱۹۶۶, ۱۹۷۰, ۱۹۸۲, ۱۹۸۳, ۲۰۱4 (5)                                      |
| فرانسه                     | ۱۹۹۷, ۲۰۰۳ (۲)                                                                                            | ۲۰۰۴, ۲۰۰۵, ۲۰۱۶ (3)                                                  |
| South Africa               | ۱۹۷۲ (۱)                                                                                                  | ۱۹۷۳ (1)                                                              |
| بلژیک                      | ۲۰۰۱ (۱)                                                                                                  | ۲۰۰۶ (1)                                                              |
| اسلواکی                    | ۲۰۰۲ (۱)                                                                                                  | (۰)                                                                   |
| بریتانیا                   | (۰) | ۱۹۶۷, ۱۹۷۱, ۱۹۷۲, ۱۹۸۱ (4)                                            |
| هلند                       | (۰) | ۱۹۶۸, ۱۹۹۷ (2)                                                        |
| سوئیس                      | (۰) | ۱۹۹۸ (1)                                                              |
| صربستان                    | (۰) | ۲۰۱2 (1)                                                              |

### رکورد تیمی
- عناوین متوالی
  - همه-زمان‌ها: ۷, ایالات متحده بین سال‌های ۱۹۷۶–۱۹۸۲
- حضور متوالی در فینال
  - همه-زمان: ۸, استرالیا ۱۹۷۳–۱۹۸۰
- بیشترین تعداد بازی در یک دوره
  - همه-زمان‌ها: ۱۷۲, فرانسه ۴–۱ ژاپن سال ۱۹۹۷ دور اول گروهی جهان

| Year | World Group SF     | WG / WG II play-offs | WG / WG II R1            | قاره آمریکا ZG I    | آسیا/اقیانوسیه ZG I | اروپا/آفریقا ZG I |
| ---- | ------------------ | -------------------- | ------------------------ | ------------------- | ------------------- | ----------------- |
| ۲۰۱۰ | فرانچسکا اسکیاوونه | یانینا ویکمایر       | یلنا یانکوویچ            | ماریا فرناندا آلویس | کیمیکو داته-کروم    | کاتارینا سربوتنیک |
| ۲۰۱۱ | پترا کویتووا       | آندرئا پتکوویچ       | بویانا یوانوفسکی         | Bianca Botto        | آیومی موریتا        | ویکتوریا آزارنکا  |
| ۲۰۱۲ | یلنا یانکوویچ      | دانیلا هانتکوو       | پونتیاک کاستانو          | لی نا               | سوفیا آرویدسون      |                   |
| ۲۰۱۳ | سارا ارانی         | دانیلا هانتکوو       | Paula Cristina Gonçalves | گالینا واسکوبوئوا   | اگنیشکا ردونسکا     |                   |
| ۲۰۱۴ | Andrea Petkovic    | اگنیشکا ردونسکا      | تلینا پریرا              | Sabina Sharipova    | سیمونا هالپ         |                   |
| ۲۰۱۵ | لوسی سافارووا      | فلاویا پنتا          | ایرینا-کاملیا بگو        | ورونیکا کپده رویگ   | تمارین تنسوکارن     | چاگلای بویوکاکچای |
| ۲۰۱۶ | کارولین گارسیا     | Hsu Ching-Wen        | آلیاکساندرا ساسونوویچ    | Nadia Podoroska     | هسیه سیو-وی         | کاترینا بندرنکو   |

## رتبه‌بندی فعلی
| Top 25 Rankings as of April 20, 2016 | Top 25 Rankings as of April 20, 2016 | Top 25 Rankings as of April 20, 2016 | Top 25 Rankings as of April 20, 2016 |
| رتبه                                 | تغییر                                | تیم                                  | امتیازات                             |
| ------------------------------------ | ------------------------------------ | ------------------------------------ | ------------------------------------ |
| 1                                    | بی‌تغییر                              | چک                                   | ۳۴٬۴۸۵٫۰۰                            |
| 2                                    | ۳                                    | فرانسه                               | ۱۵٬۶۱۵٫۰۰                            |
| 3                                    | ۱                                    | آلمان                                | ۱۱٬۴۱۰٫۰۰                            |
| 4                                    | 2                                    | روسیه                                | ۱۱٬۴۰۵٫۰۰                            |
| 5                                    | 2                                    | ایتالیا                              | ۱۰٬۳۷۲٫۵۰                            |
| 6                                    | بی‌تغییر                              | هلند                                 | ۸٬۳۶۲٫۵۰                             |
| 7                                    | بی‌تغییر                              | سوئیس                                | ۷٬۹۵۵٫۰۰                             |
| 8                                    | ۴                                    | بلاروس                               | 6,105.00                             |
| 9                                    | ۲                                    | اسپانیا                              | ۵٬۵۹۲٫۵۰                             |
| 10                                   | بی‌تغییر                              | ایالات متحده آمریکا                  | ۵٬۴۷۵٫۰۰                             |
| 11                                   | 3                                    | استرالیا                             | ۴٬۲۱۵٫۰۰                             |
| 12                                   | 3                                    | رومانی                               | ۴٬۱۱۰٫۰۰                             |
| 13                                   | ۷                                    | اوکراین                              | ۳٬۲۴۷٫۵۰                             |
| 14                                   | ۸                                    | بلژیک                                | ۳٬۱۱۵٫۰۰                             |
| 15                                   | ۲                                    | اسلواکی                              | ۲٬۹۷۰٫۰۰                             |
| 16                                   | ۱۱                                   | تایوان                               | ۲٬۶۹۰٫۰۰                             |
| 17                                   | 3                                    | کانادا                               | ۲٬۵۰۲٫۵۰                             |
| 18                                   | 3                                    | لهستان                               | ۲٬۴۵۷٫۵۰                             |
| 19                                   | 3                                    | آرژانتین                             | ۲٬۴۰۰٫۰۰                             |
| 20                                   | 2                                    | پاراگوئه                             | ۲٬۳۵۲٫۵۰                             |
| 21                                   | 2                                    | برزیل                                | ۲٬۱۷۷٫۵۰                             |
| 22                                   | ۱                                    | کرواسی                               | ۱٬۷۸۲٫۵۰                             |
| 23                                   | ۱                                    | بریتانیا                             | ۱٬۷۳۲٫۵۰                             |
| 24                                   | 11                                   | صربستان                              | ۱٬۷۱۰٫۰۰                             |
| 25                                   | بی‌تغییر                              | تایلند                               | ۱٬۶۸۷٫۵۰                             |